# Héctor Hernández (basket-ball)
Pour les articles homonymes, voir Héctor Hernández.
Héctor Hernández, né le 15 juin 1985, à Chihuahua, au Mexique, est un joueur mexicain de basket-ball. Il évolue au poste d'ailier.

## Palmarès
- Champion des Amériques 2013
- Finaliste des Jeux panaméricains de 2011